# 関渡

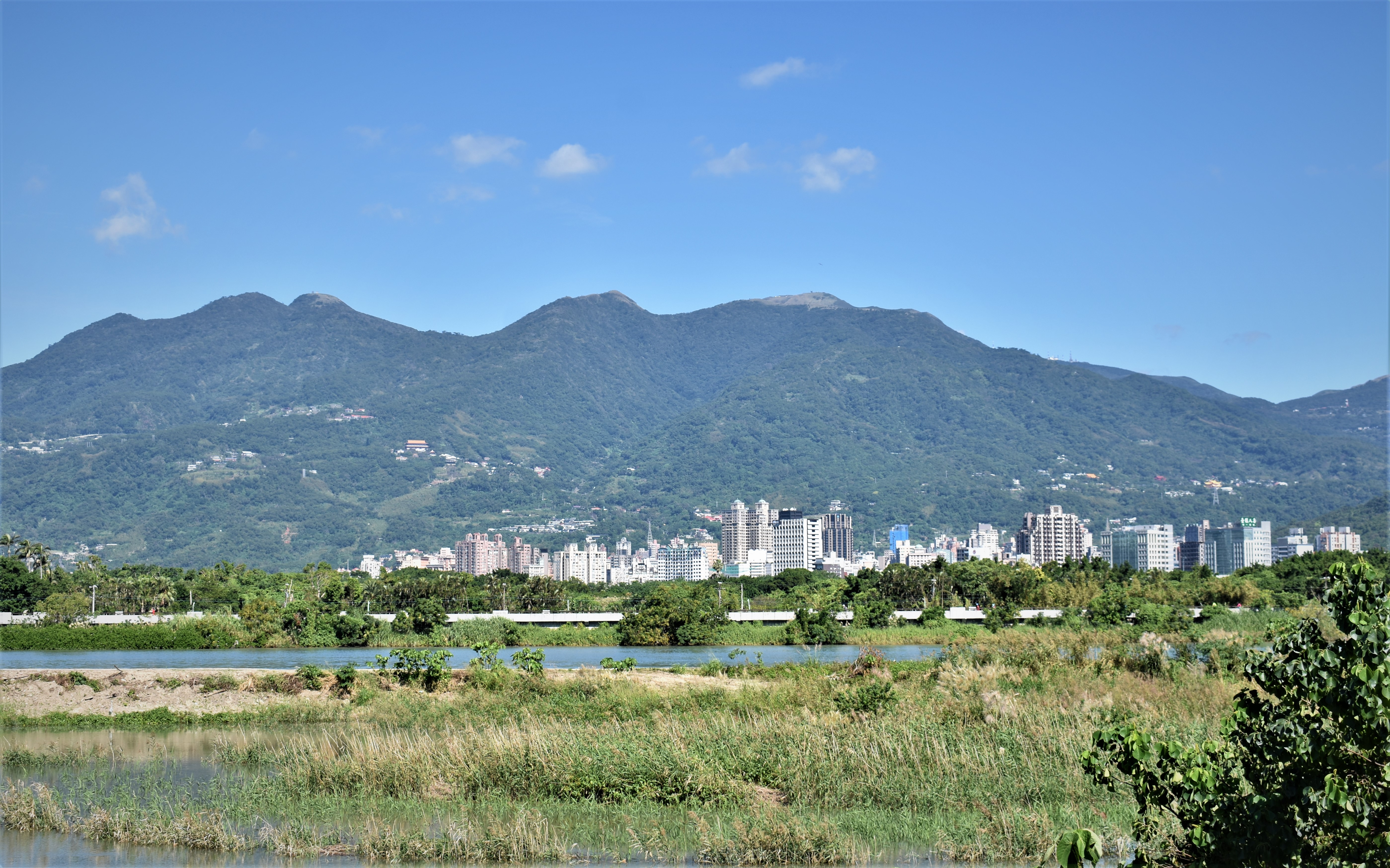
関渡自然公園

関渡（關渡）は台北市西北に位置する湿地。台北市唯一の湿地であり、淡水河と基隆河の河口が交わる。古くから重要な渡り鳥の生息地であり、生態は非常に豊富である。
1996年この関渡自然公園が創立し、2001年12月1日から委員会は台湾台北市野鳥学会が経営管理し、台湾生態区保育区を創設して民間の社団経営管理の一つの例となった。
関渡の廟「関渡宮」、北台湾で有名な媽祖廟では、線香や蝋燭が盛んに焚かれる。
1991年、国立台北芸術大学の前身国立芸術学院は正式に関渡に移り、2001年に国立台北芸術大学と改名して、北芸、北芸大と略称される。2002年に北芸大関渡美術館が創立し、2003年3月に正式に開館した。

## 地名
「関渡」は原住民の言葉にルーツがあるため、初期の漢字音訳は統一されていない。書法には干答門、干豆門、干答、干脰、関杜、江頭、肩脰、干荳、乾竇、関杜、関豆等がある。日本統治時代には「江頭（かうたう）」が多用され、淡水線の駅名に用いられた。
戦後から今日に至るまでほとんど統一的に「関渡」が用いられている。例えば台北捷運淡水線関渡駅がある。今日の台湾語「Kan-tāu」は比較的に漢字「干荳」、「干脰」の閩音で表すことができる。